# Andrej Kmeť
Andrej Kmeť (19. listopadu 1841, Bzenica – 16. února 1908, Turčiansky Svätý Martin) byl římskokatolický kněz, slovenský archeolog, geolog, mineralog, paleontolog, historik, botanik a etnograf.

## Životopis
Narodil se jako syn vesnického kováře. Byl nejmladší z osmi dětí. Jako šestiletý začal chodit do školy v Žarnovickej Hute, to pro něho bylo základem pro studium na gymnáziu v Banskej Štiavnici. Už zde se projevila jeho životná záliba – botanika. Na škole vyučovali významní členové řádu piaristů. Vyučovalo se v němčině. Po skončení šesté třídy gymnázia přešel do sedmé třídy tzv. malého semináře v Trnavě. Tam ukončil i osmou třídu a teologii odešel studovat do Ostřihomi. Po studiích působil jako kaplan v Senohradě, později jako farář v Krnišově. Od roku 1906 žil na odpočinku v Martině.

## Archeolog
Přestože neměl odborné vzdělání v tomto oboru, byl jedním z prvních slovenských vzdělanců, který se systematicky věnoval archeologii. Jeho současníci jej nazývali slovenský Schliemann. Při svých výzkumech v Beši vykopal a zachránil kostru mamuta.

## Etnograf
Mimo archeologie se věnoval i folkloristice. Už jako student vydal sbírku vánočních lidových písní, během kněžské činnosti zapisoval lidové pověsti a pohádky, zkoumal zvyky a obyčeje, sbíral výšivky a krajky, které propagoval doma i v zahraničí. Roku 1873 zorganizoval expozici výšivek z Hontu na světové výstavě ve Vídni. Roku 1891 prezentoval krajky na česko-slovenské jubilejní výstavě a roku 1895 na národopisné výstavě v Praze. S těmito slovenskými vzácnostmi se zúčastnil roku 1893 světové výstavy ženských prací v Paříži. V roce 1904 byl na světové výstavě v USA. Spoluorganizoval výstavu krajek v Martině, která se uskutečnila v roce 1887 a výstavu lidové umělecké tvorby v Hontu roku 1895. Z jeho iniciativy byla roku 1910 založena podílnická společnost Lipa v Martině a Výšivkářské družstvo ve Skalici.

## Geolog a botanik
V oblasti geologie, mineralogie a paleontologie spolupracoval s profesory Banícké a lesnícké akademie v Banskej Štiavnici. Objevil množství nových druhů rostlin, bylo po něm pojmenováno okolo 40 rostlin, zejména rostlin a hub. Andrej Kmeť sestavil herbář, který obsahuje 72 tisíc položek, z toho 39 tisíc vyšších rostlin (okolo 6 tisíc růží). Shromáždil sbírku semen obsahující 1733 vzorků patřících k 516 rodům. Herbář je uložen v Slovenském národním muzeu.

## Další aktivity
Roku 1892 navrhl založit Slovenskou učenou společnost se sídlem v Martině a s pobočkami ve všech slovenských městech. Sám vypracoval návrh jejích stanov, který byl přijat. Tento jeho počin představuje historický mezník ve vývoji slovenské národní vědy.
Všude, kde Kmeť účinkoval, bojoval proti alkoholismu.
Založil církevní knihovnu, čtenářský spolek, technickou, zemědělskou a hospodářskou knihovnu a ovocnářský spolek.
Podléhal antisemitským předsudkům, typickým pro svou dobu. V dopise K. A. Medveckému si například stěžoval: "Žid je pánem v obchodě, žid je pánem v krčmě, žid je pánem ve velkých dílnách, žid je pánem v palácích, žid je pánem u královských dvorů, žid je pánem v soudní síni, v dvoranách zákonodárných, a žid je pánem v rolníkově chalupě, v rodině, ve škole, ba i v kostelech a v soukromí srdcí, poněvadž je pánem v novinách a pánem groše, chleba, oděvu a celého našeho bytí a hnití."

## Tvorba
Psal popularizační příručky a články nejen do slovenských časopisů a novin, jako byly např. Obzor, Katolícke noviny, Národné noviny, Orol, Národný hlásnik, Pútnik svätovojtešský a další, ale i do cizojazyčných, jako byl Österreichische botanische Zeitschrift, Uhorské noviny, Deutsche botanische Monatschrift apod.

## Ocenění
V roce 2008 se Ministerstvo kultury Slovenské republiky rozhodlo zřídit Cenu Andreje Kmeťa u příležitosti 100. výročí úmrtí tohoto zakladatele slovenského muzejnictví, ve snaze stimulovat aktivity a průběžné zvyšování odborné úrovně muzejní a galerijní činnosti ve Slovenské republice, s cílem individuálně ocenit osobnosti za rozvoj, ochranu a zachování kulturního dědictví. Cena byla udílena v letech 2009 až 2019. Od roku 2021 se místo ní uděluje Cena ministra kultúry SR v kategorii c) cena za dlhodobý alebo celoživotný prínos v oblasti kultúry.

### Dílo v elektronické podobě
- Sitno a čo s neho vidieť. Ružomberok: Fr. Rich. Osvald, 1901. 140 s. – dostupné v Digitální knihovně UKB